# 拉布错
拉布错位于中国西藏自治区阿里地区改则县境内，地处改则县中南部，湖面海拔4560米，面积12.4平方公里。湖区气候干寒，年均气温-4～-2℃，年降水量100～150毫米左右。湖水主要靠西北岸入湖的塔赛曲补给，集水区面积672平方公里。